# قورباغه برازنده
قورباغهٔ برازنده یا قورباغهٔ پرستار زیبا (نام علمی: Cophixalus concinnus)، یک گونه از دوزیستان در بحران انقراض است. این گونه خاص قورباغه در جنگل‌های بارانی کوهستانی استرالیا، معمولاً در زیر کنده‌ها و در بستر برگ‌ها یافت می‌شود. دامنهٔ جغرافیایی آنها در استرالیا کمتر از ۱۰۰ کیلومتر مربع است.